# Fernando Gallego

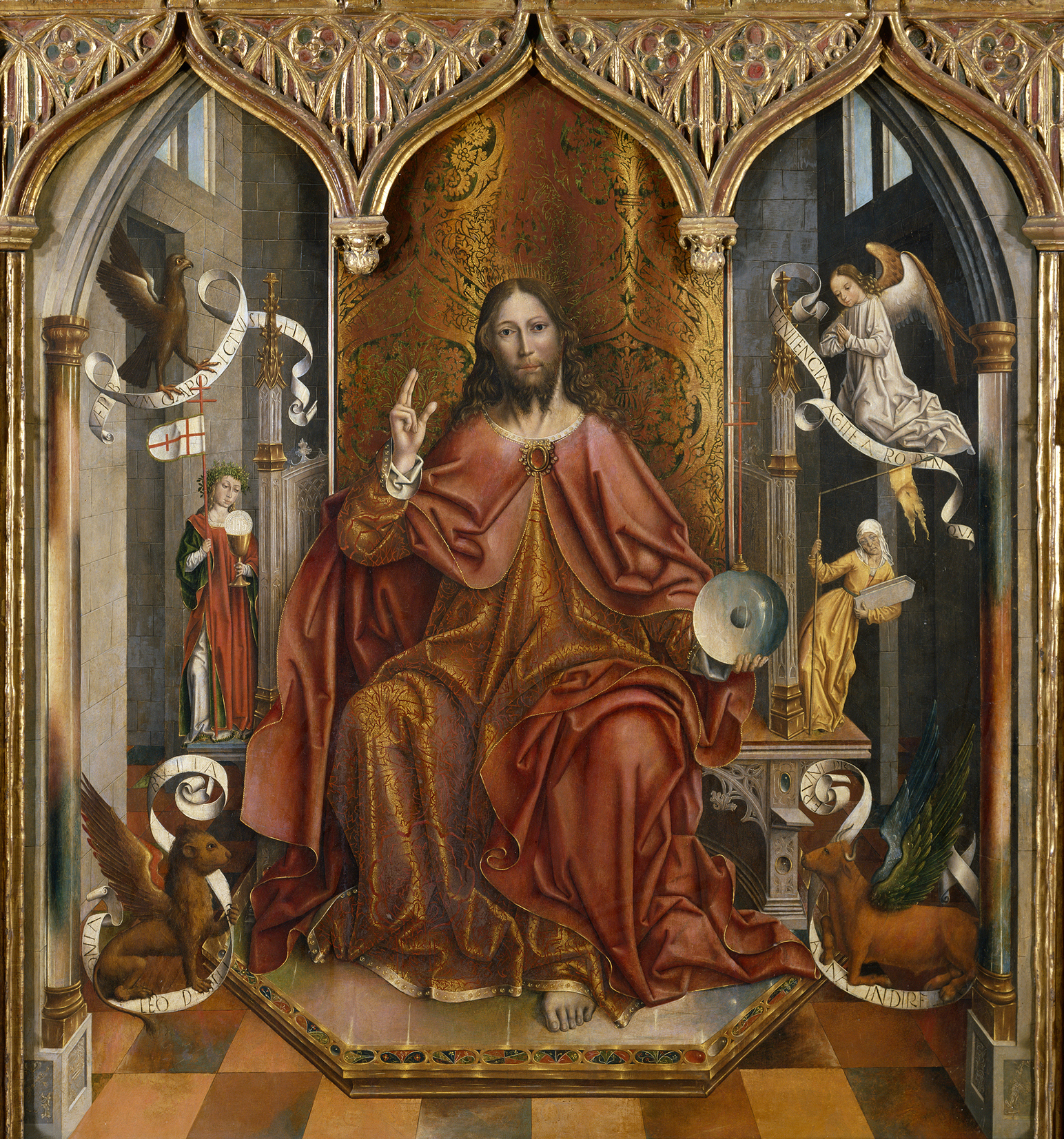
Fernando Gallego, Cristo benedicente, 1495 circa, Madrid, Museo del Prado.

Fernando Gallego (Salamanca, 1440 – Salamanca, 1507) è stato un pittore spagnolo di scuola ispano-fiamminga, tra i più grandi esponenti dell'arte spagnola del XV secolo.

## Biografia
I pochi dati certi riferiscono che Gallego nacque nella città di Salamanca intorno al 1440, sebbene non si abbiano notizie precise sul luogo e sul giorno e mese di nascita.
Per la sua formazione artistica, visibilmente a contatto con i maggiori artisti del secolo, si è ipotizzato un suo viaggio nelle Fiandre, scartato del tutto da alcuni studiosi che hanno fatto derivare la sua influenza dalla pittura fiamminga dalle opere che allora circolavano tra Spagna e Paesi Bassi.
L'artista viene menzionato per la prima volta in un documento, in cui risulta al lavoro nella cattedrale di Plasencia insieme ad un pittore sconosciuto, Juan Felipe. Purtroppo di queste opere non rimane alcuna traccia. A partire dal 1573, Gallego si ritrova travolto dalle commissioni della città di Coria, per la cui cattedrale eseguì ben sei retabli, anch'essi perduti.
Nel 1486, acquistò una casa a Ciudad Rodrigo, presso Salamanca, nelle vicinanze della cattedrale, mettendosi all'opera nella realizzazione di un retablo per l'edificio. Negli anni seguenti, Gallego viene ricordato come autore del polittico di Santa Caterina (1500 circa), benché il documento lo citi come "Francisco" e non come Fernando. L'equivoco, che potrebbe essere frutto di un errore storico, ha fatto addirittura sospettare l'esistenza di un Francisco Gallego, figlio del ben più noto Fernando.
L'ultima menzione di Gallego risale al 27 luglio 1507; in un documento egli è citato come creditore di una somma di 14.000 maravedí per una sua opera nell'Università di Salamanca. All'epoca l'artista doveva aver settant'anni, età molto invidiata per il suo tempo, il che ha ipotizzare agli studiosi un decesso non molto lontano da questa data, avvenuto probabilmente verso la fine dello stesso anno.
Le sue opere si caratterizzarono per un marcato realismo, per tracce di impronta espressionistica e per la secchezza di tratto, che lo avvicinarono a Rogier van der Weyden.

## Elenco di opere
| Immagine | Titolo                     | Datazione   | Tecniche e misure                      | Collocazione                                |
|          | Pietà                      | 1470 circa  | Tempera su tavola, 118 x 122 cm        | Madrid, Museo del Prado                     |
|          | Madonna dei Re Cattolici   | 1490-1495   | Tempera su tavola, 123 x 112 cm        | Madrid, Museo del Prado                     |
|          | Cristo benedicente         | 1495 circa  | Olio su tavola, 169 x 132 cm           | Madrid, Museo del Prado                     |
|          | Trittico di Santa Caterina | Sconosciuta | Olio su tavola                         | Salamanca, Museo Provincial de Bellas Artes |
|          | Flagellazione di Cristo    | 1506 circa  | Olio su tavola di quercia, 104 x 76 cm | Salamanca, Museo Diocesano                  |